# Флаг Суздаля
Флаг муниципального образования город Суздаль Суздальского района Владимирской области Российской Федерации — опознавательно-правовой знак, служащий официальным символом муниципального образования.
Ныне действующий флаг утверждён 18 мая 2004 года, как флаг муниципального образования «Город Суздаль Владимирской области» (после муниципальной реформы 2006 года — городское поселение город Суздаль Владимирской области), и внесён в Государственный геральдический регистр Российской Федерации с присвоением регистрационного номера 1347.
Флаг составлен на основании герба города Суздаля, по правилам и соответствующим традициям вексиллологии, и отражает исторические, культурные, социально-экономические, национальные и иные местные традиции.

## Описание
Описание флага, утверждённого решением Совета Народных депутатов муниципального образования «Город Суздаль» от 22 июля 2003 года № 59, гласило:
Флаг муниципального образования «Город Суздаль Владимирской области» представляет собой прямоугольное полотнище, разделённое по горизонтали на две равные полосы: синюю и красную, несущее в центре изображение фигуры из герба города Суздаля: белого, обращённого от древка и обернувшегося сокола с воздетыми крыльями, увенчанного жёлтой закрытой короной. 

Отношение ширины флага к его длине 2:3.
18 мая 2004 года, рассмотрев рекомендации Геральдического совета при Президенте Российской Федерации, решением Совета Народных депутатов муниципального образования «Город Суздаль» № 32, на рисунке флага был изменён цвет изображаемого сокола и дано новое (двойное) описание флага:
«В пересеченном лазоревом и червленом поле обращённый и обернувшийся сокол натуральных цветов (негеральдического бурого цвета, с золотыми глазами и лапами) с воздетыми вправо крыльями, увенчанный золотой княжеской короной»;

«Прямоугольное полотнище с соотношением сторон 2:3, состоящее из двух равновеликих горизонтальных полос: синего (вверху) и красного цветов; в центре — изображение фигуры из герба города Суздаль: обращённый от древка и обернувшийся бурый сокол с жёлтыми глазами и лапами, увенчанный жёлтой княжеской короной».

## Обоснование символики
В центре флага изображён сокол — символ красоты и храбрости.
Белый цвет (серебро) в геральдике символизирует веру, чистоту, искренность, чистосердечность, благородство, откровенность и невинность.
Жёлтая корона аллегорически показывает, что город Суздаль, первое упоминание о котором датируется 1024 годом, имеет богатейшую историю: в первой половине XII века — это центр Ростово-Суздальского княжества; с середины XIII века — впервые — столица самостоятельного Суздальского княжества; в первой половине XIV века — столица Суздальско-Нижегородского княжества.
Суздаль — это старейший крупный русский религиозный центр в Северо-Восточной Руси: уже в XI веке здесь было подворье Киево-Печерского монастыря с церковью Святого Дмитрия. В конце XVII — начале XVIII веков в Суздале находилась митрополия, до конца XIX века — епархия.
Современный Суздаль — это город-музей с развитым туризмом: на территории города сохранилось около 300 памятников русского зодчества XIII—XIX веков.
Жёлтый цвет (золото) в геральдике символизирует богатство, верховенство, величие, возвышенность мыслей, достоинство.
Синий цвет в геральдике символизирует честь, славу, преданность, истину, добродетель и чистое небо.